# Danh sách quốc gia Châu Á theo dân số
Đây là danh sách các quốc gia châu Á và vùng lãnh thổ theo dân số được sắp xếp theo các dự báo nhân khẩu học bình thường. 

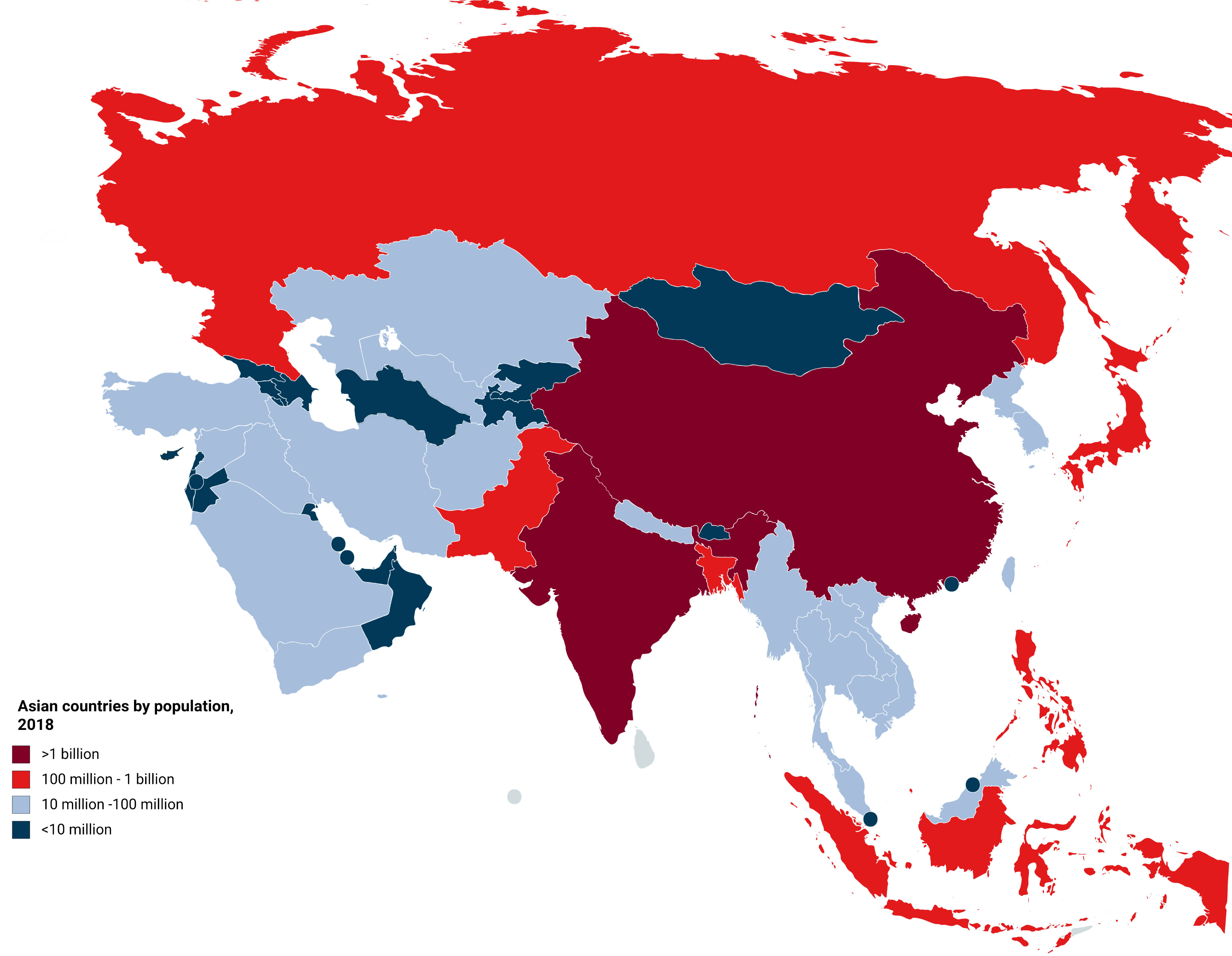
Các nước châu Á theo dân số, 2018

## Bảng số liệu thống kê dân số
| STT       | Quốc gia và Vùng lãnh thổ | Từ dự án liệt kê dân số của năm 2015 | % dân số Châu Á | Tỉ lệ gia tăng dân số tự nhiên (%) | Tăng trưởng trung bình tuyệt đối hàng năm | Thời gian ước tính đến khi có 2 lần dân số hiện tại (năm) | Lần cập nhật cuối cùng | Nguồn                             |
| --------- | ------------------------- | ------------------------------------ | --------------- | ---------------------------------- | ----------------------------------------- | --------------------------------------------------------- | ---------------------- | --------------------------------- |
| 1         | Trung Quốc                | 1.450.349.500                        | 31.35           | 0.49                               | 6,730,000                                 | 141                                                       | 05/01/2023             | Số liệu thống kê từ Liên Hợp Quốc |
| 2         | Ấn Độ                     | 1.413.197.314                        | 29.72           | 1.64                               | 20,998,000                                | 43                                                        | 05/01/2023             | Số liệu thống kê từ Liên Hợp Quốc |
| 3         | Indonesia                 | 280.523.200                          | 5.84            | 1.41                               | 3,549,000                                 | 50                                                        | 05/01/2023             | Số liệu thống kê từ Liên Hợp Quốc |
| 4         | Pakistan                  | 231.693.681                          | 4.39            | 2.40                               | 3,765,000                                 | 35                                                        | 05/01/2023             | Số liệu thống kê từ Liên Hợp Quốc |
| 5         | Bangladesh                | 168.670.478                          | 3.63            | 1.37                               | 2,139,000                                 | 51                                                        | 05/01/2023             | Số liệu thống kê từ Liên Hợp Quốc |
| 6         | Nga                       | 145.512.905                          | 3.19            | 0.19                               | 278,000                                   | 368                                                       | 05/01/2023             | Số liệu thống kê từ Liên Hợp Quốc |
| 7         | Nhật Bản                  | 125.325.318                          | 2.81            | -0.01                              | -12,000                                   | -                                                         | 05/01/2023             | Số liệu thống kê từ Liên Hợp Quốc |
| 8         | Philippines               | 113.252.011                          | 2.23            | 1.5                                | 1,500,000                                 | 45                                                        | 05/01/2023             | Số liệu thống kê từ Liên Hợp Quốc |
| 9         | Việt Nam                  | 99.329.145                           | 2.03            | 1.16                               | 1,057,000                                 | 60                                                        | 05/01/2023             | Số liệu thống kê từ Liên Hợp Quốc |
| 11        | Iran                      | 86.506.915                           | 1.74            | 1.29                               | 1,001,000                                 | 54                                                        | 05/01/2023             | Số liệu thống kê từ Liên Hợp Quốc |
| 10        | Thổ Nhĩ Kỳ                | 85.764.617                           | 1.73            | 1.34                               | 1,035,000                                 | 52                                                        | 05/01/2023             | Số liệu thống kê từ Liên Hợp Quốc |
| 12        | Thái Lan                  | 70.131.817                           | 1.51            | 0.76                               | 517,000                                   | 91                                                        | 05/01/2023             | Số liệu thống kê từ Liên Hợp Quốc |
| 13        | Myanmar                   | 55.448.758                           | 1.26            | 1.22                               | 632,000                                   | 57                                                        | 05/01/2023             | Số liệu thống kê từ Liên Hợp Quốc |
| 14        | Hàn Quốc                  | 51.337.078                           | 1.12            | 0.38                               | 193,000                                   | 181                                                       | 05/01/2023             | Số liệu thống kê từ Liên Hợp Quốc |
| 15        | Iraq                      | 42.681.643                           | 0.81            | 2.90                               | 1,030,000                                 | 24                                                        | 05/01/2023             | Số liệu thống kê từ Liên Hợp Quốc |
| 16        | Afghanistan               | 41.227.454                           | 0.59            | 1.87                               | 494,000                                   | 37                                                        | 05/01/2023             | Số liệu thống kê từ Liên Hợp Quốc |
| 17        | Ả Rập Xê Út               | 36.092.339                           | 0.70            | 2.44                               | 751,000                                   | 29                                                        | 05/01/2023             | Số liệu thống kê từ Liên Hợp Quốc |
| 18        | Uzbekistan                | 34.600.407                           | 0.69            | 1.70                               | 523,000                                   | 41                                                        | 05/01/2023             | Số liệu thống kê từ Liên Hợp Quốc |
| 19        | Malaysia                  | 33.385.617                           | 0.69            | 1.84                               | 561,000                                   | 38                                                        | 05/01/2023             | Số liệu thống kê từ Liên Hợp Quốc |
| 20        | Yemen                     | 31.493.064                           | 0.59            | 2.95                               | 766,000                                   | 24                                                        | 05/01/2023             | Số liệu thống kê từ Liên Hợp Quốc |
| 21        | Nepal                     | 30.504.607                           | 0.62            | 1.42                               | 392,000                                   | 49                                                        | 05/01/2023             | Số liệu thống kê từ Liên Hợp Quốc |
| 22        | CHDCND Triều Tiên         | 26.041.339                           | 0.57            | 1.08                               | 277,000                                   | 64                                                        | 05/01/2023             | Số liệu thống kê từ Liên Hợp Quốc |
| 23        | Đài Loan                  | 23.903.479                           | 0.52            | 0.35                               | 81,000                                    | 200                                                       | 05/01/2023             | Số liệu thống kê từ Liên Hợp Quốc |
| 24        | Sri Lanka                 | 21.613.609                           | 0.51            | 0.94                               | 194,000                                   | 74                                                        | 05/01/2023             | Số liệu thống kê từ Liên Hợp Quốc |
| 26        | Syria                     | 20.022.406                           | 0.42            | 2.45                               | 557,000                                   | 29                                                        | 05/01/2023             | Số liệu thống kê từ Liên Hợp Quốc |
| 25        | Kazakhstan                | 19.504.855                           | 0.39            | 1.45                               | 250,000                                   | 48                                                        | 05/01/2023             | Số liệu thống kê từ Liên Hợp Quốc |
| 27        | Campuchia                 | 17.280.683                           | 0.33            | 1.59                               | 236,000                                   | 44                                                        | 05/01/2023             | Số liệu thống kê từ Liên Hợp Quốc |
| 28        | Azerbaijan                | 10.336.033                           | 0.21            | 1.23                               | 117,000                                   | 57                                                        | 05/01/2023             | Số liệu thống kê từ Liên Hợp Quốc |
| 29        | Jordan                    | 10.306.705                           | 0.15            | 2.75                               | 183,000                                   | 26                                                        | 05/01/2023             | Số liệu thống kê từ Liên Hợp Quốc |
| 30        | UAE                       | 10.205.404                           | 0.20            | 1.57                               | 138,000                                   | 45                                                        | 05/01/2023             | Số liệu thống kê từ Liên Hợp Quốc |
| 31        | Tajikistan                | 10.062.354                           | 0.19            | 2.35                               | 194,000                                   | 30                                                        | 05/01/2023             | Số liệu thống kê từ Liên Hợp Quốc |
| 32        | Israel                    | 8.991.040                            | 0.19            | 1.89                               | 155,000                                   | 37                                                        | 05/01/2023             | Số liệu thống kê từ Liên Hợp Quốc |
| 33        | Hồng Kông (Trung Quốc)    | 7.629.646                            | 0.16            | 0.90                               | 65,000                                    | 77                                                        | 05/01/2023             | Số liệu thống kê từ Liên Hợp Quốc |
| 34        | Lào                       | 7.532.091                            | 0.15            | 1.63                               | 109,000                                   | 43                                                        | 05/01/2023             | Số liệu thống kê từ Liên Hợp Quốc |
| 36        | Kyrgyzstan                | 6.777.174                            | 0.13            | 1.64                               | 96,000                                    | 43                                                        | 05/01/2023             | Số liệu thống kê từ Liên Hợp Quốc |
| 35        | Liban                     | 6.633.701                            | 0.09            | 1.78                               | 75,000                                    | 39                                                        | 05/01/2023             | Số liệu thống kê từ Liên Hợp Quốc |
| 37        | Turkmenistan              | 6.243.440                            | 0.11            | 1.24                               | 60,000                                    | 56                                                        | 05/01/2023             | Số liệu thống kê từ Liên Hợp Quốc |
| 38        | Singapore                 | 5.967.436                            | 0.12            | 1.30                               | 71,000                                    | 54                                                        | 05/01/2023             | Số liệu thống kê từ Liên Hợp Quốc |
| 39        | Palestine                 | 5.408.730                            | 0.10            | 2.92                               | 133,000                                   | 24                                                        | 05/01/2023             | Số liệu thống kê từ Liên Hợp Quốc |
| 40        | Oman                      | 5.369.207                            | 0.09            | 5.13                               | 204,000                                   | 14                                                        | 05/01/2023             | Số liệu thống kê từ Liên Hợp Quốc |
| 41        | Kuwait                    | 4.404.450                            | 0.09            | 3.00                               | 121,000                                   | 23                                                        | 05/01/2023             | Số liệu thống kê từ Liên Hợp Quốc |
| 42        | Gruzia                    | 3.962.396                            | 0.08            | 0.03                               | 1,000                                     | 2,585                                                     | 05/01/2023             | Số liệu thống kê từ Liên Hợp Quốc |
| 43        | Mông Cổ                   | 3.447.643                            | 0.07            | 2.19                               | 65,000                                    | 32                                                        | 05/01/2023             | Số liệu thống kê từ Liên Hợp Quốc |
| 45        | Qatar                     | 3.004.943                            | 0.05            | 4.29                               | 87,000                                    | 16                                                        | 05/01/2023             | Số liệu thống kê từ Liên Hợp Quốc |
| 44        | Armenia                   | 2.973.400                            | 0.07            | -0.03                              | -1,000                                    | -                                                         | 05/01/2023             | Số liệu thống kê từ Liên Hợp Quốc |
| 46        | Bahrain                   | 1.798.376                            | 0.04            | 7.35                               | 122,000                                   | 10                                                        | 05/01/2023             | Số liệu thống kê từ Liên Hợp Quốc |
| 47        | Đông Timor                | 1.382.577                            | 0.03            | 2.72                               | 33,000                                    | 26                                                        | 05/01/2023             | Số liệu thống kê từ Liên Hợp Quốc |
| 48        | Bhutan                    | 791.923                              | 0.02            | 1.74                               | 13,000                                    | 40                                                        | 05/01/2023             | Số liệu thống kê từ Liên Hợp Quốc |
| 49        | Ma Cao (Trung Quốc)       | 672.113                              | 0.01            | 3.89                               | 24,000                                    | 18                                                        | 05/01/2023             | Số liệu thống kê từ Liên Hợp Quốc |
| 50        | Maldives                  | 537.759                              | 0.01            | 1.47                               | 5,000                                     | 47                                                        | 05/01/2023             | Số liệu thống kê từ Liên Hợp Quốc |
| 51        | Brunei                    | 447.339                              | 0.01            | 1.69                               | 7,000                                     | 41                                                        | 05/01/2023             | Số liệu thống kê từ Liên Hợp Quốc |
| Tổng cộng | Tổng cộng                 | 4.625.309.575                        | 100.00          | 1.16                               | 52,210,000                                | 58                                                        | 12/2/2020              |                                   |